# Toss It Up
«Toss It Up» es el primer sencillo del álbum de 2Pac The Don Killuminati: The 7 Day Theory bajo el alias Makaveli. La canción cuenta con la colaboración de K-Ci & JoJo, Danny Boy y Aaron Hall.

## Lírica
El primer verso es sobre Makaveli y sus escapadas con mujeres junto con Danny Boy y JoJo. El segundo verso es cantado por K-Ci y Aaron Hall, y también trata de mujeres. En el último verso, Makaveli ataca a Dr. Dre por abandonar Death Row, no asistir al juicio por homicidio de Snoop Dogg y por tomar crédito por trabajo que no había hecho. Dr. Dre produjo el ritmo de esta canción y se lo dio a Blackstreet para la canción "No Diggity" tras abandonar Death Row, y por lo tanto la versión final de "Toss It Up" no incluye el ritmo original de Dre.

## Videos
Dos videos fueron lanzados para "Toss It Up". El principal fue el último videoclip de 2Pac antes de morir, grabado el 6 de septiembre de 1996, el videoclip se lanzó el 26 de septiembre de 1996.
El primero y más famoso muestra a Makaveli, Danny Boy, K-Ci & Jojo y Aaron Hall en un garaje, y se puede ver a Makaveli quemando con una cerilla el medallón de Death Row y portando el de Euthanasia.
El segundo video es menos conocido y tiene como lugar una fiesta en la playa. Incluye a Makaveli, Danny Boy, K-Ci & JoJo y Aaron Hall bailando en una playa rodeado de chicas.
En 1998, la canción fue incluida en el álbum Greatest Hits. Un remix del tema se encuentra en el Nu-Mixx Klazzics de 2003.

## Posiciones
| Lista (1996-1997)                             | Posición máxima |
| --------------------------------------------- | --------------- |
| Australian Recording Industry Association     | 39              |
| Recording Industry Association of New Zealand | 7               |
| Billboard R&B/Hip-Hop Songs                   | 34              |
| UK Singles Chart                              | 15              |

## Curiosidades
- En el segundo videoclip, tupac lleva puestas unas zapatillas que se pusieron a la venta en noviembre de 1996, 2 meses después de su muerte.